# FCL M2.200
Die Reihe M2.200 sind schmalspurige Dieseltriebwagen der Ferrovie Appulo Lucane (FAL) und der Ferrovie della Calabria (FC) in Süditalien, hergestellt von Breda und Ferrosud für die Ferrovie Calabro Lucane (FCL).

## Geschichte

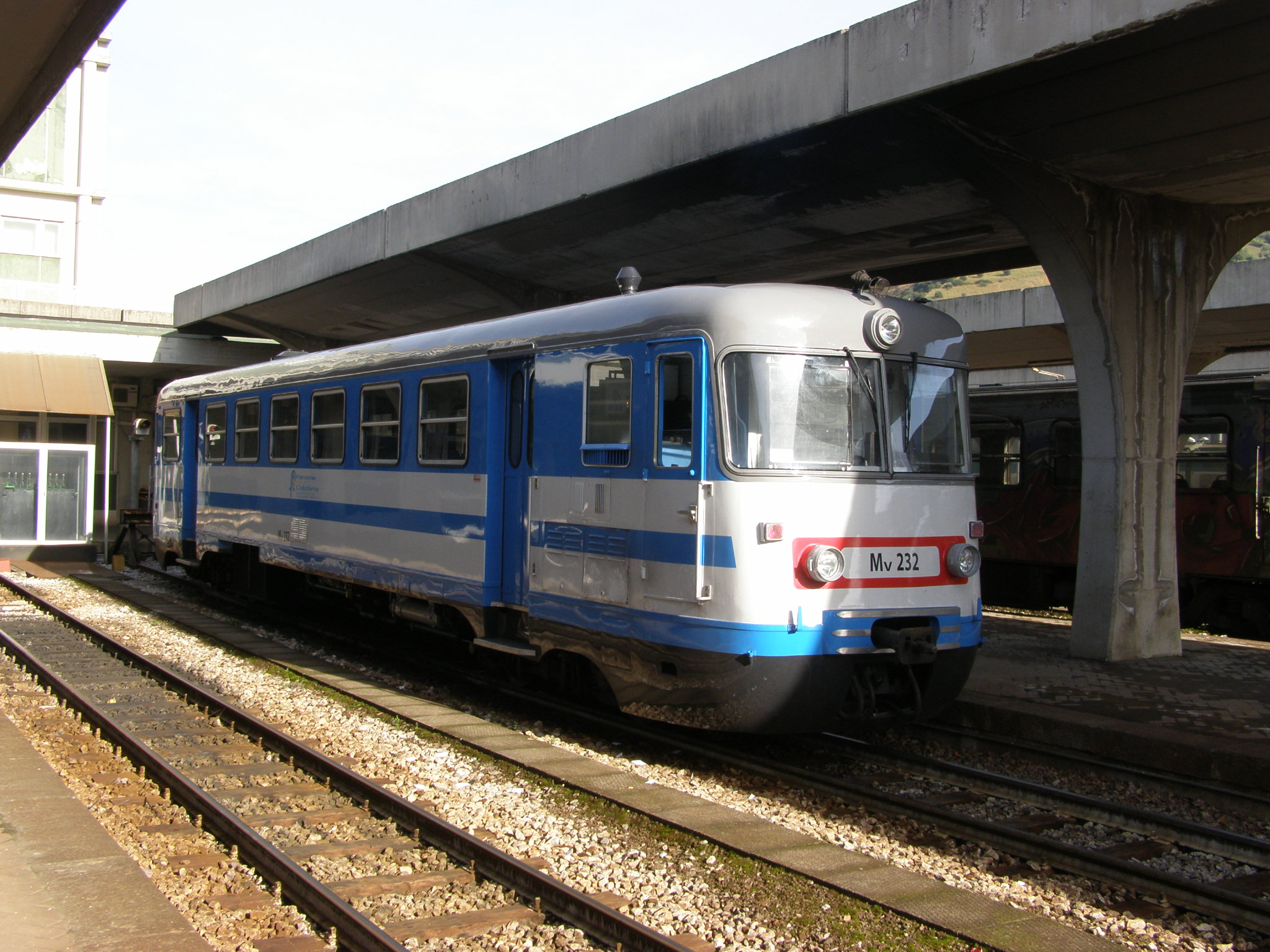
M2.232 MV der FC in Cosenza

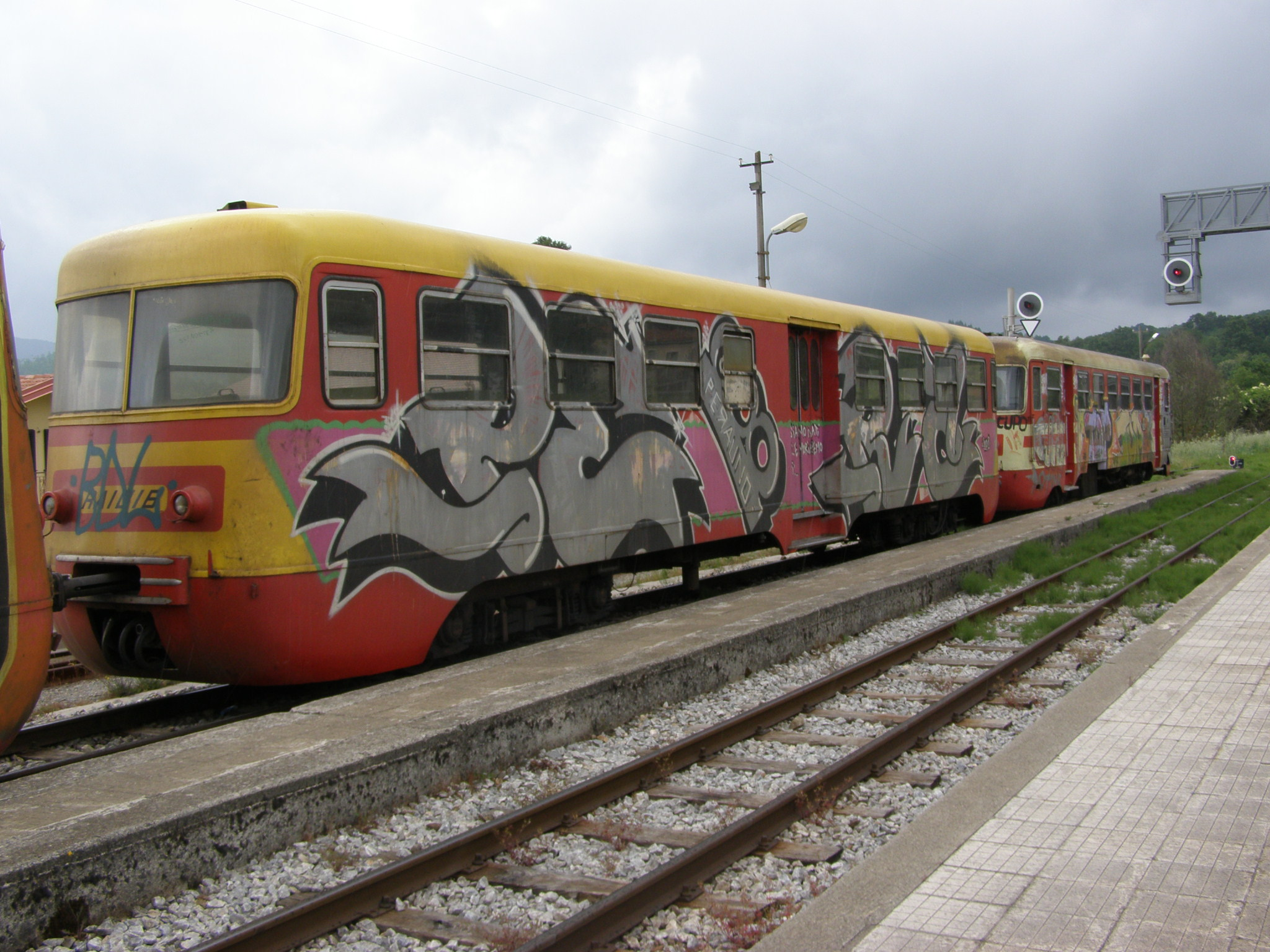
Zu M2.200 passender Beiwagen RA 1018 der FC in Soveria Mannelli

1966 lieferte Breda die ersten zehn Triebwagen der Reihe M2.200, eine Weiterentwicklung der bewährten Reihe M2.120. Weitere neun Einheiten wurden im Januar 1972 bestellt, und einige Monate später folgte eine Bestellung von zehn weiteren Fahrzeugen. Die letzten vier Triebwagen wurden 1982 von Ferrosud gebaut und im folgenden Jahr in Betrieb genommen. Die Triebwagen werden von einem unter dem Wagenboden angebrachten Zwölfzylinder-Breda-Dieselmotor angetrieben, der eine Leistung von 371 kW liefert. Der Motor ist mit einem Drehmomentwandler und einem Wilson-Planetengetriebe gekoppelt. Die gleiche Antriebsgruppe kam bei den TEE-Zügen der FS zum Einsatz. Die zu den Triebwagen passenden Beiwagen RA 1009–1021 wurden zwischen 1968 und 1973 von Breda und Ferrosud erbaut. Sie unterscheiden sich von den Triebwagen mit den Vorräumen anstelle der Führerstände. 
Mit der Aufteilung der FCL kamen die Triebwagen zu den Ferrovie Appulo Lucane (FAL) und den Ferrovie della Calabria (FC). Sie bewährten sich auf Linien mit geringen Steigungen. Auf der gebirgigen Strecke von Cosenza nach Catanzaro waren Antriebs- und Bremssystem überfordert. In der zweiten Hälfte der 1990er-Jahre wurden deshalb die alten Breda-Motoren durch neue 397-kW-MAN-Motoren ersetzt und mit einem Voith-Getriebe mit Retarder ergänzt. Die so umgebauten Triebwagen erhielten in Bezeichnung den Zusatz MV.
2016 war die Reihe M2.200 auf bei FAL nicht mehr in Einsatz, während bei den FC einer in Betrieb war und vier der Reserve zugeteilt waren.